# Shōhei Yabiku
Shōhei Yabiku (japanisch 屋比久翔平 Yabiku Shōhei; * 4. Januar 1995 in Okinawa) ist ein japanischer Ringer, der im griechisch-römischen Kampfstil kämpft und eine Bronzemedaille bei den Olympischen Sommerspielen 2020 gewann.

## Leben und Karriere
Yabiku ist der Sohn von Tamotsu Yabuki, einem ehemaliger Japanischer Meister (1989) im Ringen, der das Interesse seines Sohnes für diesen Sport weckte. Shōhei Yabiku stammt von der Insel Okinawa. Nachdem er dort die Urasoe Technical High School abgeschlossen hatte, besuchte Yabiku die private Japanische Sportuniversität in Tokio. Er trainiert im Tedako Dōjō Verein.
2012 siegte Yabiku im National High School Selection Tournament in der Gewichtsklasse bis 66 kg. Im folgenden Jahr gewann er in Sofia bei den Junior Ring-Weltmeisterschaften in der Gewichtsklasse bis 66 kg die Bronzemedaille.
2017 nahm er an den Weltmeisterschaften in Paris teil und kam in der Gewichtsklasse bis 75 kg auf Platz 16. Im selben Jahr wurde er auch Japanmeister in der Gewichtsklasse bis 77 kg. Bei seiner Teilnahme an den Weltmeisterschaften 2018 in Budapest kam Yabiku auf Platz 13 in der Gewichtsklasse bis 77 kg.
Er feierte seinen größten Erfolg bei den Olympischen Sommerspielen 2020, die wegen der COVID-19-Pandemie erst 2021 stattfanden, als er im griechisch-römischen Ringen in der Gewichtsklasse bis 77 kg (Weltergewicht) hinter dem Ungarn Tamás Lőrincz und dem Kirgisen Akdschol Machmudow auf den dritten Platz kam und die Bronzemedaille gewann. Seine Teilnahme hatte er sich durch den zweiten Platz beim asiatischen Qualifikationsturnier 2021 gesichert.
2022 nahm er an den Weltmeisterschaften in Belgrad teil, kam aber in der Gewichtsklasse von bis 77 kg nur auf Platz 13.
Bei den Japanischen Meisterschaften im Juni 2023 unterlag Yabiku mit 2:3 im griechisch-römischen Ringen der Gewichtsklasse bis 77 kg dem U23-Bronzemedaillengewinner Nao Kusaka und kam auf den zweiten Platz. Durch einen Sieg in der Gewichtsklasse bis 82 kg sicherte sich Yabiku im Juni 2023 die Teilnahme an den Weltmeisterschaften in Belgrad, wo er allerdings bereits in der Qualifikationsrunde ausschied und dann in der Gesamtwertung auf Platz 16 kam.
Er wird von der japanischen ALSOK Security Group gesponsert (Stand 2023).